# Rui Santos (político)

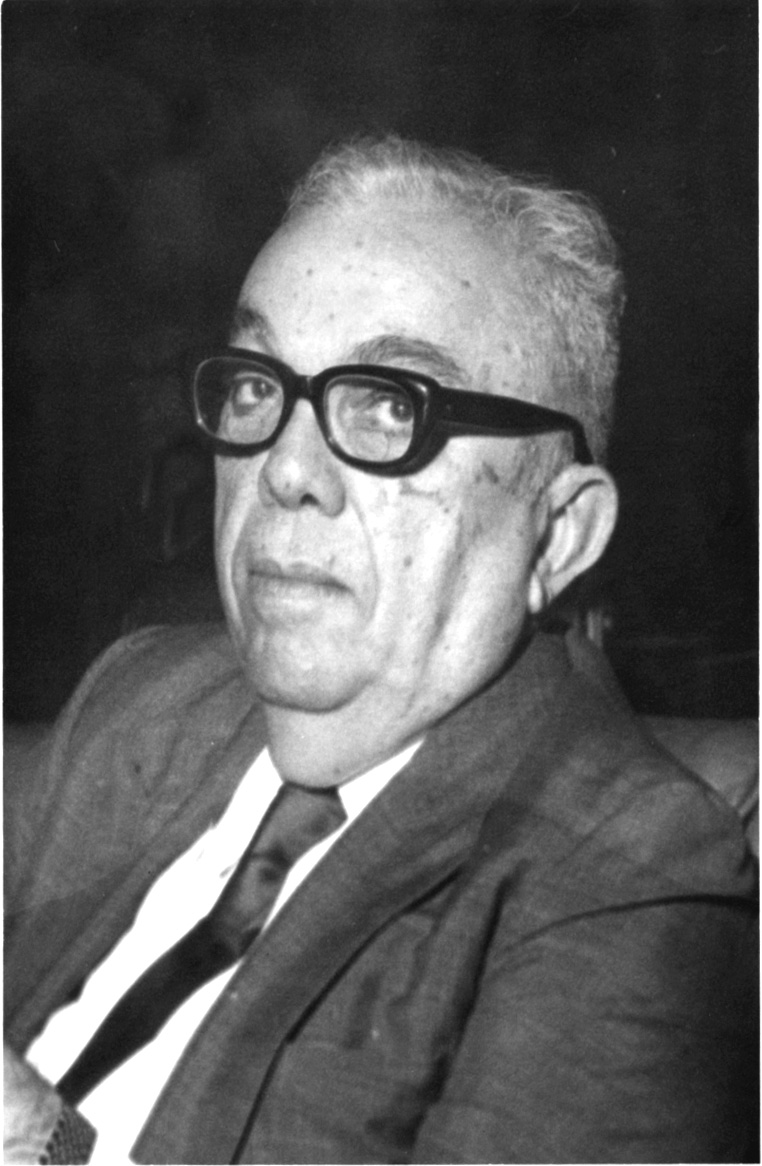

Rui Santos (Casa Nova, 15 de fevereiro de 1902 – Salvador, 25 de maio de 1985) foi um médico, professor, escritor e político brasileiro, senador da República.

## Biografia
Nascido na cidade de Casa Nova, sertão da Bahia, era filho de Alfredo Santos e Maria Estrela Santos. Ainda jovem vai pra capital do estado – Salvador – onde estudou o secundário no Colégio Ipiranga. Ingressou na faculdade de medicina e concluiu em 1928.
O sul da Bahia despertava a cobiça de profissionais que se deslocavam para lá em busca de sucesso durante o auge da produção cacaueira. Chegou a Itapira (atual Ubaitaba) em 1931, onde começou a clinicar. Médico influente, muito lutou junto com outros Itapirenses pela emancipação do município. Foi nomeado sub-prefeito. Quando o decreto de nº 8.567 de 27 de julho de 1933 emancipou Itapira de Itacaré, e confirmada sua autonomia político-administrativa em 15 de agosto de 1933, Dr. Rui Santos foi nomeado prefeito pelo interventor da Bahia, Juracy Magalhães.[carece de fontes?]
Em constantes contatos com Juracy, Dr. Rui Santos conseguiu recursos para construção do prédio da delegacia de polícia, hoje cantina central na Praça Santo Antonio, e iniciou o calçamento da Praça 24 de outubro, hoje Praça Dr. Xavier. Iniciou as obras de construção da escola Osvaldo Cruz. Ficou como prefeito até abril de 1934, quando foi atender os muitos convites para retornar a capital, pois era simpático à Juracy. Rui Santos exerceu importantes cargos como: Redator-chefe do jornal “Estado da Bahia” e do “Diário de Noticias”; foi professor do Instituto Normal da Bahia; Professor-adjunto da faculdade de medicina da Bahia; professor contratado da Faculdade de Filosofia da Bahia.[carece de fontes?]
Foi deputado federal em várias legislaturas, nos períodos de 1946 a 1959 e de 1963 a 1970. Em 1971 elege-se Senador, cargo que ocupa até 1978. Nesta época se indispôs com o então governador ACM, que teria lhe ameaçado com informações sigilosas.

## Publicações
- Da Aurora da minha Vida; Memórias 19 Brasília. Sf, 1977. 171 P. Il.
- A Faculdade do Meu Tempo; Memórias. Brasília, 1978. 248 P. Il.
- Nossa Senhora das Alagoas: Romance. RJ. J. Olympio, 1973. 245 P. Il.
- O Poder Legislativo, suas virtudes seus defeitos. Brasília, Senado Federal, 1972. 232 P.
- Recordações de um velho médico da roça; Memórias 3. Brasília, SF, 1978. 208 P. Il.
- Reitor Magnífico: Edgar Santos. Brasília, Sf, 1978. 134 P. (Câmara e SF).
- Sertão Maluco; Tragédia Nordestina em três Quadras. RJ, Dramas e Comédia, 1961. 55 P. (UnB). *Teixeira Moleque. RJ, J. Olympio, 1960.
- Memórias Ruy Santos. Brasília, Senado, Centro Gráfico, 1977-1978. 4 V. Il.
- A Eleição de 1974. Rev. Brasileira de Estudos Políticos. N. 43, Pp. 7 a 15, Jul. 1976.
- Minha Velha Bahia. N. 3 P. 23 A 28 Jan./Mar, 1977.
- Depoimento. Política. N. 14/15 Out/1979 Mar/1980.